# 後布倫嫩科格爾山

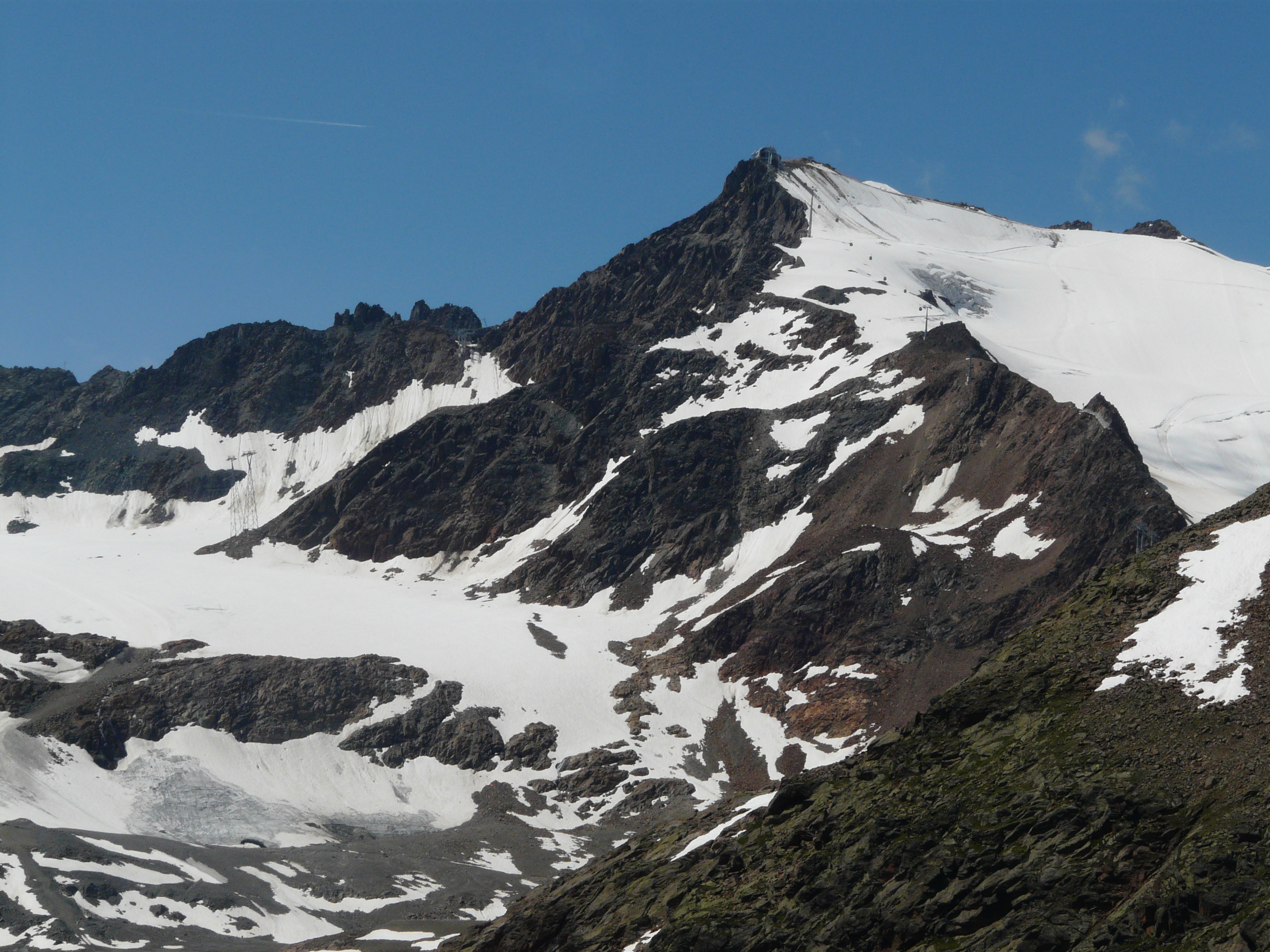

46°54′45″N 10°51′40″E / 46.91250°N 10.86111°E
後布倫嫩科格爾山（德語：Hinterer Brunnenkogel），是奧地利的山峰，位於該國西部，由蒂羅爾州負責管轄，屬於奧茨塔爾阿爾卑斯山脈的一部分，海拔高度3,438米，每年平均降雨量1,666毫米，人類在1873年7月10日首次登頂。